# Nälgojärv
Nälgojärv är en sjö i Ljusdals kommun i Hälsingland och ingår i Ljusnans huvudavrinningsområde. Sjön har en area på 0,0654 kvadratkilometer och ligger 317,3 meter över havet. Sjön avvattnas av vattendraget Håvaån (Kroksjöån).

## Delavrinningsområde
Nälgojärv ingår i det delavrinningsområde (683622-145547) som SMHI kallar för Inloppet i Tallasjärv. Medelhöjden är 376 meter över havet och ytan är 9,71 kvadratkilometer. Räknas de 9 avrinningsområdena uppströms in blir den ackumulerade arean 79,03 kvadratkilometer. Håvaån (Kroksjöån) som avvattnar avrinningsområdet har biflödesordning 3, vilket innebär att vattnet flödar genom totalt 3 vattendrag innan det når havet efter 182 kilometer. Avrinningsområdet består mestadels av skog (93 procent). Avrinningsområdet har 0,19 kvadratkilometer vattenytor vilket ger det en sjöprocent på 1,9 procent.